# Léon Semmeling
Léon Semmeling   (Moelingen, 4 de gener de 1940 - Lieja, 14 de març de 2024) va ser un futbolista belga. Va formar part de l'equip belga a la Copa del Món de 1970.